# 123120 Peternewman
123120 Peternewman este un asteroid din centura principală de asteroizi.

## Descriere
123120 Peternewman este un asteroid din centura principală de asteroizi. A fost descoperit pe 26 septembrie 2000 la Apache Point Observatory în cadrul programului Sloan Digital Sky Survey. Asteroidul prezintă o orbită caracterizată de o semiaxă mare de 2,97 ua, o excentricitate de 0,05 și o înclinație de 10,6° în raport cu ecliptica.